# Джоан Пеннінґтон
Джоан Пеннінґтон (англ. Joan Pennington, 1 січня 1960) — американська плавчиня.
Чемпіонка світу з водних видів спорту 1978 року.
Призерка Панамериканських ігор 1983 року.